# Савицький Олексій Васильович
Олексій Васильович Савицький (псевдоніми Юхим Ґедзь, Олесь Ясний; 1896 — 15 липня 1937) — український прозаїк-гуморист, поет, драматург доби Розстріляного відродження.

## Життєпис
Родом з Золотоноші на Черкащині. Із селянської родини. Після земської школи вчився в Вищому музично-драматичному інституті ім. М. Лисенка. Літературну діяльність розпочав в 1923, належав до літературної організації «Плуг».
Був заарештований 2 листопада 1936 року у Харкові. Звинуватили як «учасника контрреволюційної терористичної організації, яка ставила за мету боротися з радянською владою». Розстріляний 15 липня 1937 р. в Києві.
Зазнала репресій і дружина-вдова О. Савицького — Віра Михайлівна. Син Олекси Савицького, Віталій, наприкінці 40-х став шукати матір і, як свідчать документи, розшукав її слід аж у Магадані.
Письменник був реабілітований посмертно. Справа О. В. Савицького (Ґедзя — Ясного) була переглянута «компетентними органами» 22 березня 1958 року. Вирок 1937 року було скасовано і справу припинено «через відсутність складу злочину».

## Твори

### Книги оповідань і гуморесок
- «Автор Троянденко»
- «Буває й таке» (1927)
- «Принципіяльно»
- «Троглодити» (1929)
- «Бубна — козир»
- «Завзятий середняк»
- «Конкурс на гопак»
- «Ті ж і Мирон Гречка»
- «Столичний гість» (1930)
- «Перший іспит» (1931)
- Гедзь Ю. Тихою сапою : гуморески / Юхим Гедзь. — Харків : Рад. літ., 1933. — 28, 2 с., включ. обкл. — (Бібліотека радянської літератури ; № 13).

### П'єси
- «Віз ламається — чумак ума набирається»
- «Секрет пухтресту»
- «Шевченкова мова» (1929)
- «Комедії» (1931)
- «Молодість» (1936).